# Dali Atomicus

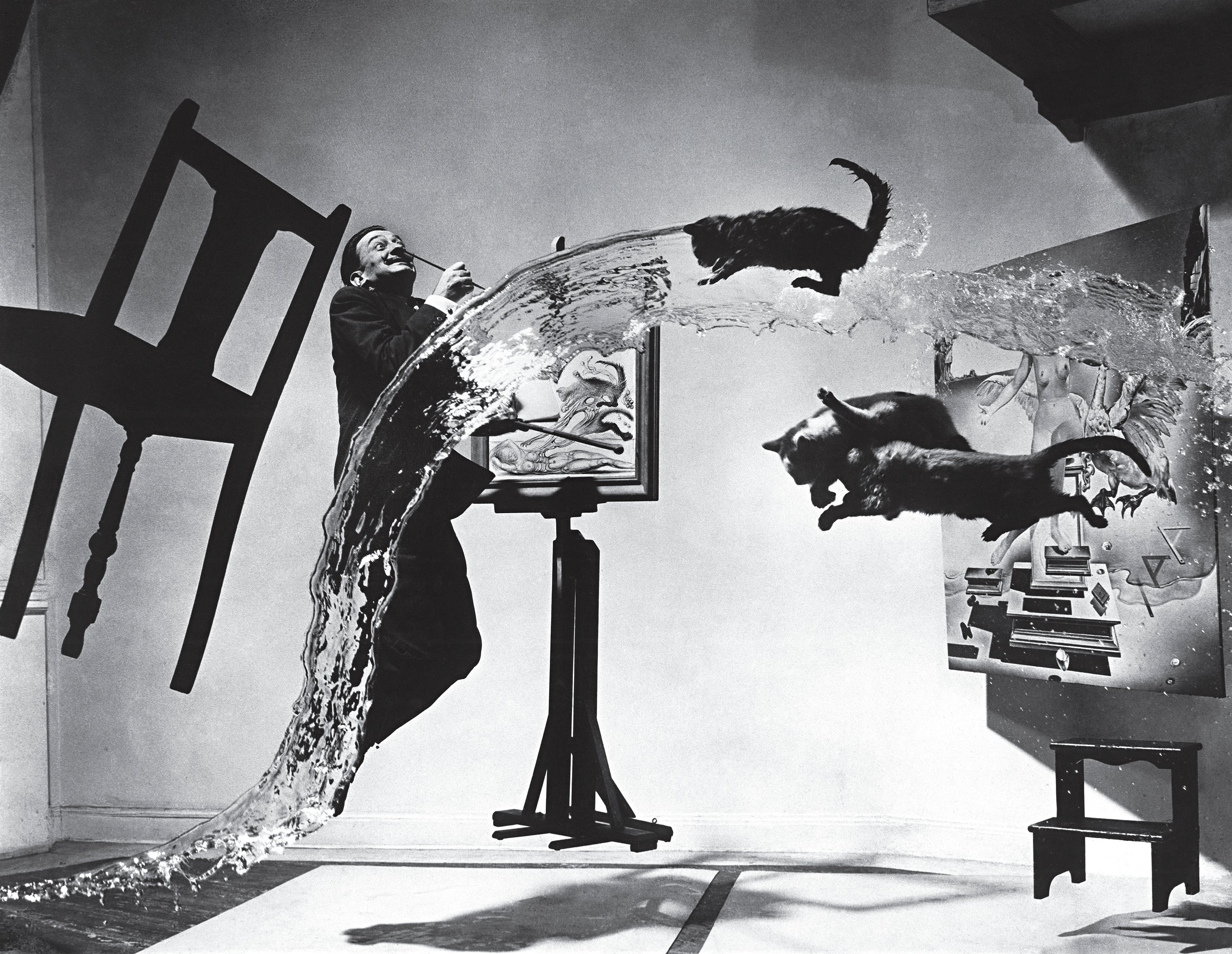
Philippe Halsman: Dali Atomicus (negativ 1948), zvětšenina z roku 1969–1970, velikost 27,31 × 34,45 cm, sbírka Minneapolis Institute of Arts, Minneapolis

Dali Atomicus je název snímku amerického portrétního fotografa Philippa Halsmana, který vznikl v roce 1948 ve spolupráci s umělcem Salvadorem Dalím. Na snímku je místnost, ve které se vznáší nad zemí katalánský malíř, židle, malířský stojan, schůdky, surrealistický malovaný obraz a vzduchem letí tři živé kočky a voda vychrstnutá z kbelíku. Snímek má tak surrealistický nádech. V době vzniku ještě nebyla možnost využívat k manipulaci grafické počítačové editory, proto se využívala spolupráce asistentů a silonových lanek.
Zvětšeninu pořídil do svých sbírek institut Minneapolis Institute of Arts v letech 1969–1970. Na zadní straně fotografie je tužkou napsáno „DALI Atomicus", 1948 / print c. 1969–1970“ a Philippe Halsman s pečetí © / copyright / Philippe HALSMAN. Jedná se o nevyretušovanou a neořezanou verzi fotografie, na které je možné vidět způsob aranžování snímku a chybějící malba v rámu na zadním stojanu.
Inspirací pro vznik tohoto díla byly chronofotografické snímky Harolda Edgertona z třicátých let 20. století, především snímek kapky mléka dopadající na rozpálený červený kov a vytvářející na svém povrchu korunu.

## Příběh fotografie
V roce 1941 se Halsman setkal se surrealistickým umělcem Salvadorem Dalím, se kterým v pozdních 40. letech začali spolupracovat. V roce 1948 vznikla fotografie Dali Atomicus, ve které zkoumal myšlenku zastavení, zobrazující tři letící kočky, hozený kbelík s vodou a Salvadora Dalího ve vzduchu. Název fotografie odkazuje na Dalího práci Leda Atomica, která je na snímku vidět v pravé části za dvěma kočkami. Halsman prohlásil, že museli absolvovat 28 pokusů, než byl s výsledkem spokojen.
Dalí vyskočil do vzduchu před svou vlastní malbou, po pravé straně je obraz, který Dalí zatím nedokončil – Leda Atomica, na který původně odkazuje i název této fotografie. Obraz Leda Atomica Dalí dokončil o rok později. Vlevo, mimo rámec fotografie, stojí Halsmanova manželka Yvonne, která drží šikmo nakloněnou židli, na které je zachycena část jejích rukou. Ruce budou později oříznuty. Malířský stojan, schůdky vpravo a obraz jsou zavěšeny na vlascích, které také budou později vyretušovány. Zleva pomocník vychrstnul kbelík vody, ve stejný okamžik další asistenti zprava vyhazují tři kočky. Jedna z nich se ve vzduchu srazí s proudem vody. Další dvě kočky voda minula.